# 布蘭頓·葛利森
班頓·基臣（英語：Brendan Gleeson，1955年3月29日—），愛爾蘭男演員及電影導演，他曾獲得三項愛爾蘭電影及電視學院獎、兩項英國獨立電影獎及一項黃金時段艾美獎，並獲得金球獎的五次提名、英國電影學院獎的兩度提名及奧斯卡金像獎的一次提名。2020年，他在《愛爾蘭時報》的「愛爾蘭最偉大的電影演員名單」中名列第18位。他是演員當勞·基臣及布萊恩·基臣的父親。
基臣的著名作品包括了1995年的《驚世未了緣》、1996年的《傲氣蓋天》、2002年的《28日後》及《紐約風雲》、2003年的《亂世情天》、2004年的《木馬屠城》、2015年的《女權之聲》、2017年的《柏靈頓2》、2018年的《細說當年話西部》及2021年的《馬克白》。他還憑著在電影中擔任主角而聞名，包括了1998年的《王牌大盜》、2008年的《殺手沒有假期》、2011年的《看守員》、2014年的《神父有難》、2019年的《仲夏家族絮語》及2022年的《伊尼舍林的女妖》等，他更憑著《伊尼舍林的女妖》而獲得奧斯卡金像獎、金球獎及美國演員工會獎的最佳男配角提名。
2009年，基臣憑著電影電影《不懼風暴》裡對溫斯頓·邱吉爾的演繹而嬴得他生平首座黃金時段艾美獎有限或選集系列或電影中的傑出男主角。他還憑著在Showtime電視網的2020年劇集《科米的規則》裡飾演當勞·特朗普而獲得金球獎的提名。從2017年到2019年，他主演了犯罪劇集《平治先生》。他憑著史提芬·費雅斯的2022年聖丹斯電視連續劇《婚情咨文》而獲得艾美獎的提名。

## 早年生活
基臣生於都柏林，是法蘭克·基臣（1918–2010）與帕特·葛利森（1925–2007）的兒子。基臣形容自己小時候是個狂熱的小讀者。他於都柏林費爾維尤的聖約瑟夫CBS接受了中學教育，他在那裡是學校戲劇小組的成員。基臣在都柏林大學主修英語和愛爾蘭語，並取得文學士學位。
在完成英國的演藝培訓後，基臣回到愛爾蘭，他曾於都柏林郡北部的天主教貝爾坎普學院擔任中學教師多年，教授愛爾蘭語和英語，該校已於2004年關閉。當時他一邊教書一邊當演員，在都柏林及周邊地區參與半職業和職業的製作。他於1991年辭去教職，全職從事演藝事業。2014年於MPR的專訪中宣傳《神父有難》時，基臣指他小時候於小學的基督教弟兄性騷擾，但他「並沒有因此事件受到任何創傷」。

## 演藝生涯

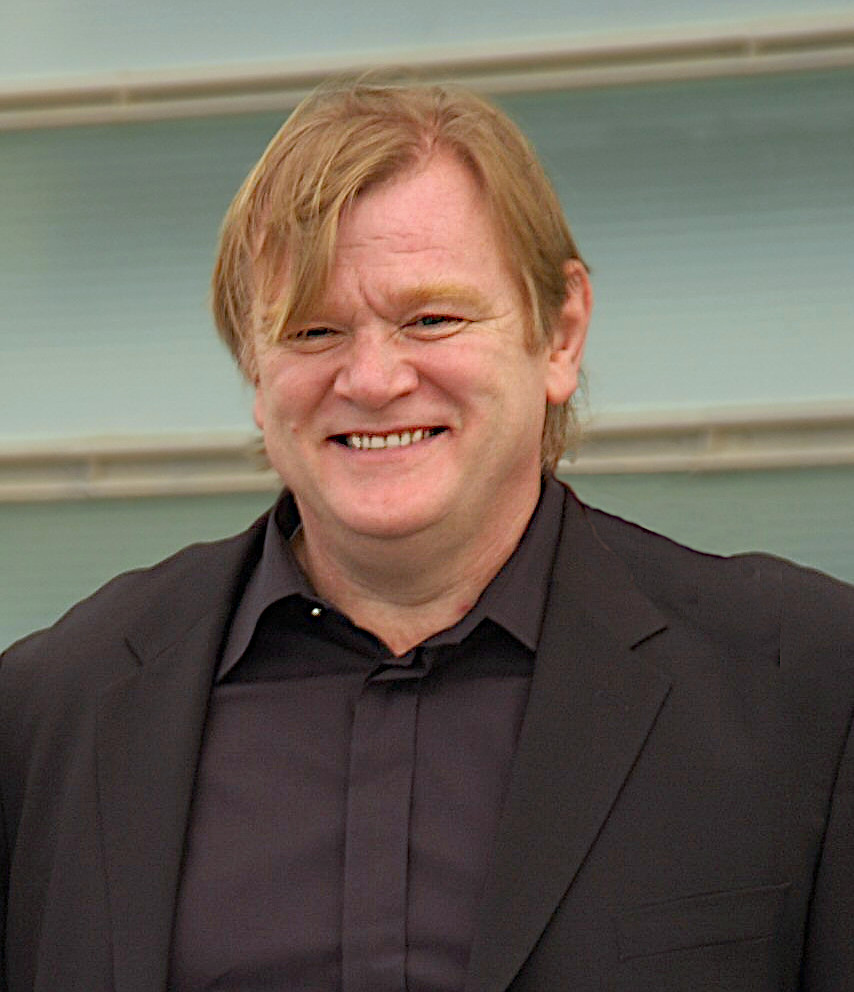
2005年9月的班頓·基臣。

作為位於都柏林的熱情機器劇院公司（Passion Machine Theatre company）的成員，基臣出現於該劇院公司早期的幾部非常成功的戲劇，例如是羅迪·道伊爾擔任編劇及保羅·梅西亞執導的1987年戲劇《黑麵包》，還有保羅·梅西亞編劇和執導的《浪費者》和《家》。他還替熱情機器創作了三部戲劇，分別是：1987年的《鳥桌》和《分手》，該兩齣戲劇都是由他執導的，以及他參與演出的1994年《嬰兒與沐浴水》。他在都柏林的其他戲劇作品包括徐四金的獨角戲《低音提琴》和約翰·B·基恩的《遠足者之年》。
基臣於34歲之齡開始其電影演出生涯。他首先在愛爾蘭替RTÉ One播放的電視電影《條約》中飾演米高·柯林斯的角色，並憑此於1992年獲得雅各獎。他演出過的電影如：《驚世未了緣》、《我下去》、《傲氣蓋天》、《紐約風雲》、《亂世情天》、《28日後》、《木馬屠城》、《天國驕雄》、《極度凶鱷》、《人工智能》、《職業特工隊2》及《森魔》。他憑著尊·波曼的1998年電影《王牌大盜》中飾演愛爾蘭黑幫人物馬丁·卡希爾的出色表現贏得了一致好評。
2003年，基臣於英國第四台動畫連續劇《懷德的故事》的一集裡聲演磨坊主人曉治（Hugh the Miller）。基臣於《條約》中飾演愛爾蘭政治家米高·柯林斯，後來他在電影《傲氣蓋天》中飾演柯林斯的親密合作者利亞姆·托賓，而里安·納遜飾演柯林斯一角。基臣後來繼續於《無懼風暴》中描繪溫斯頓·丘吉爾，基臣憑其表現贏得艾美獎。隨後，基臣於《哈利波特系列電影》中的第四輯、第五輯和第七輯電影中飾演霍格華茲教授阿拉特·穆敵，而他的兒子當勞·基臣於該系列的第七輯和第八輯電影中飾演比爾·衛斯理。
基臣在動畫《凱爾經的秘密》中聲演艾伯特·賽拉赫（Abbot Cellach），那是由卡通沙龍的湯姆·摩爾和諾拉·圖梅聯合執導的動畫電影，該片於2009年2月在詹姆森都柏林國際電影節上首映。2006年，基臣於馬田·麥當奴編劇和執導的短片《六槍手》裡演出，該片獲得了奧斯卡最佳實景短片獎。2006年，基臣主演了同樣由馬田·麥當奴編劇和執導的喜劇犯罪電影《殺手沒有假期》。基臣在電影中為哥連·費路的殺手飾演著一個導師般的人物。羅渣·伊拔於該片的影評中把年長的基臣描述為「有著一張高貴而混亂的臉龐與舉起拳擊手的重量都變得體虛力弱了。」

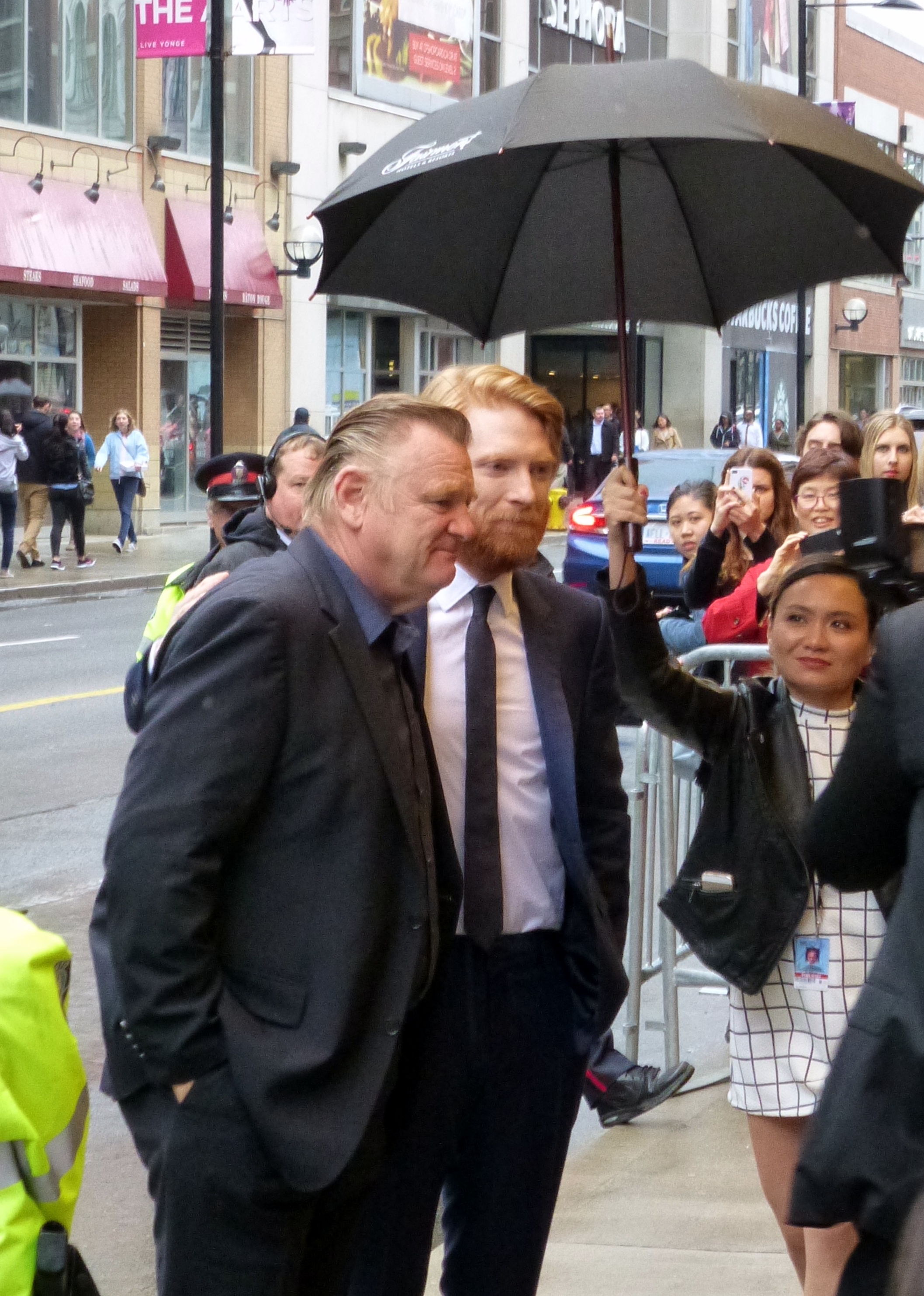
基臣與他的兒子當勞·基臣現身於2015年多倫多國際電影節。

2012年7月，基臣跟泰勒·克奇合作拍攝《誘惑醫生100招》，那是翻拍自讓-弗朗索瓦·普利奧的2003年法裔加拿大人電影《誘惑醫生的100招》並由唐·麥凱勒執導，該片於2013年上映。2016年，他演出了電子遊戲改編作品《刺客教條》及賓·艾佛力的犯罪劇情電影《夜行人生》。他於2017年完成了其自導自演的短片《通靈（Psychic）》。2022年，他跟馬田·麥當奴於黑色悲喜劇《伊尼舍林的女妖》中重逢，並與哥連·費路演對手戲。憑著他對科爾姆·多爾蒂（Colm Doherty）的表現，他獲得了無數獎項提名，包括了奧斯卡金像獎、金球獎和影評人選擇大獎的最佳男配角獎。

### 音樂天賦
基臣是一位小提琴和曼陀林的演奏家，他對愛爾蘭民間傳說感興趣。他曾於《亂世情天》、《傲氣蓋天》、《誘惑醫生100招》和《伊尼舍林的女妖》裡的角色中演奏小提琴，以及出現於樂隊阿爾坦的2009年現場專輯中。在科恩兄弟的2018年電影《細說當年話西部》中，基臣演唱了《不幸的浪子》。他還於2019年愛爾蘭民謠樂隊托缽僧的專輯作出了貢獻，演唱了《通往都柏林的崎嶇之路》的一個版本。

## 個人生活
基臣於1982年跟瑪莉·韋爾登（Mary Weldon）結婚，夫婦二人育有4名兒子，分別是：當勞·基臣、弗格斯·基臣（Fergus Gleeson）、布萊恩·基臣和羅里·基臣（Rory Gleeson），其中當勞和布萊恩也是個演員。
基臣能夠操流利的愛爾蘭語，他是推廣愛爾蘭語的倡導者。基臣是英國足球隊阿士東維拉足球會的球迷，他的兒子當勞·基臣亦然。

## 作品列表

### 戲劇
| 年份 | 劇目                                 | 角色                    | 劇作家      | 演出地點                                                             |
| ---- | ------------------------------------ | ----------------------- | ----------- | -------------------------------------------------------------------- |
| 1987 | 黑麪包（Brownbread）                 | 費路先生（Mr. Farrell） | 羅迪·道伊爾 | 都柏林的熱情機器劇院公司 （Passion Machine Theatre company, Dublin） |
| 1987 | 浪費者（Wasters）                    | 不詳                    | 羅迪·道伊爾 | 都柏林的熱情機器劇院公司 （Passion Machine Theatre company, Dublin） |
| 1987 | 家（Home）                           | 不詳                    | 不詳        | 都柏林的熱情機器劇院公司 （Passion Machine Theatre company, Dublin） |
| 1987 | 鳥桌（The Birdtable）                | 不詳                    | 不詳        | 都柏林的熱情機器劇院公司 （Passion Machine Theatre company, Dublin） |
| 1987 | 分手（Breaking Up）                  | 不詳                    | 不詳        | 都柏林的熱情機器劇院公司 （Passion Machine Theatre company, Dublin） |
| 1989 | 戰爭（War）                          | 佐治（George）          | 羅迪·道伊爾 | 都柏林的熱情機器劇院公司 （Passion Machine Theatre company, Dublin） |
| 1994 | 嬰兒與沐浴水（Babies and Bathwater） | 不詳                    | 不詳        | 都柏林的熱情機器劇院公司 （Passion Machine Theatre company, Dublin） |
| 不詳 | 低音提琴（The Double Bass）          | 不詳                    | 徐四金      | 都柏林的熱情機器劇院公司 （Passion Machine Theatre company, Dublin） |
| 不詳 | 遠足者之年（The Year of the Hiker）  | 不詳                    | 約翰·B·基恩 | 都柏林的熱情機器劇院公司 （Passion Machine Theatre company, Dublin） |

### 電視
| 年份      | 戲劇                                          | 角色                         | 備註                                                                      |
| --------- | --------------------------------------------- | ---------------------------- | ------------------------------------------------------------------------- |
| 1989      | 親愛的莎拉                                    | 布蘭頓·多德（Brendan Dowd）  | 電視電影                                                                  |
| 1990      | 緊急停車處（Hard Shoulder）                   | 卡車司機（Lorry Driver）     | 電視電影                                                                  |
| 1990      | 葛籣羅（Glenroe）                             | 森·特雷西（Sam Treacy）      | 肥皂劇                                                                    |
| 1991      | 聖奧斯卡（Saint Oscar）                       | 不詳                         | 電視電影                                                                  |
| 1991      | 條約                                          | 米高·柯林斯                  | 電視電影                                                                  |
| 1991      | 邊境國家（In the Border Country）             | 農夫（Farmer）               | 電視戲劇                                                                  |
| 1993      | 嘮叨人生                                      | 萊斯特（Lester）             | 電視電影                                                                  |
| 1993      | 編劇                                          | 湯馬士·麥肯（Thomas Macken） | 集數：愛是流血的謊言（Love Lies Bleeding）                                |
| 1994      | 救生艇（The Lifeboat）                        | 萊斯利·帕里（Leslie Parry）  | 9集                                                                       |
| 1995      | 創世雄心                                      | 紅狐狸（Red Fox）            | 電視電影                                                                  |
| 1998      | 切入正題（Making the Cut）                    | 法蘭納根（Flanagan）         | 電視電影                                                                  |
| 2005      | 傑克斯！小豬溫克斯歷險記                      | 費尼叔叔（Uncle Ferny）      | 聲演；集數：向一個故事許願：上集和下集（Wish Upon A Story: Part 1 and 2） |
| 2009      | 無懼風暴                                      | 溫斯頓·丘吉爾                | HBO電視電影                                                               |
| 2010      | 1916年復活節七人案 （1916 Seachtar na Cásca） | 解說員（Narrator）           | 聲演；紀錄片系列                                                          |
| 2017-2019 | 平治先生                                      | 比爾·霍奇斯（Bill Hodges）   | 主角；30集                                                                |
| 2020      | 科米的規則                                    | 當勞·特朗普                  | 兩集                                                                      |
| 2021      | 愛爾蘭的法蘭克                                | 利亞姆（Liam）               | 集數：紀念瑪麗（Memento Mary）                                            |
| 2022      | 婚情咨文                                      | 史葛（Scott）                | 10集                                                                      |
| 2022      | 週六夜現場                                    | 他本人（主持）               | 集數：班頓·基臣／維露                                                     |

## 獎項及榮譽
班頓·基臣是知名的愛爾蘭演員，以其在電視及電影中的演出而聞名。他曾經榮獲包括黃金時段艾美獎在內的多個獎項，還獲得兩項英國電影學院獎及五項金球獎的提名。
| 年份 | 電影           | 頒獎禮               | 獎項                               | 結果 | 備註   |
| ---- | -------------- | -------------------- | ---------------------------------- | ---- | ------ |
| 1997 | 我下去         | 國家影評人協會獎     | 最佳男主角                         | 提名 |        |
| 1998 | 將軍           | 國家影評人協會獎     | 最佳男主角                         | 提名 |        |
| 1999 | 將軍           | 愛爾蘭電影與電視獎   | 最佳男主角                         | 提名 |        |
| 1999 | 我下去         | 愛爾蘭電影與電視獎   | 最佳男主角                         | 提名 |        |
| 1999 | 將軍           | 衛星獎               | 最佳男主角                         | 提名 |        |
| 2003 | 野蠻的哈利     | 愛爾蘭電影與電視獎   | 最佳電影男主角                     | 提名 |        |
| 2007 | 螺柱（Studs）  | 愛爾蘭電影與電視獎   | 最佳電影男主角                     | 提名 |        |
| 2008 | 殺手沒有假期   | 英國電影學院獎       | 最佳男配角                         | 提名 | [ 23 ] |
| 2008 | 殺手沒有假期   | 金球獎               | 最佳男主角                         | 提名 | [ 24 ] |
| 2008 | 殺手沒有假期   | 英國獨立電影獎       | 最佳男主角                         | 提名 |        |
| 2008 | 殺手沒有假期   | 愛爾蘭電影與電視獎   | 最佳電影男主角                     | 提名 |        |
| 2008 | 殺手沒有假期   | 衛星獎               | 最佳男主角                         | 提名 |        |
| 2009 | 無懼風暴       | 英國電視學院獎       | 最佳男主角                         | 提名 | [ 25 ] |
| 2009 | 無懼風暴       | 艾美獎               | 傑出男主角                         | 獲獎 | [ 26 ] |
| 2009 | 無懼風暴       | 金球獎               | 最佳男主角                         | 提名 | [ 27 ] |
| 2009 | 無懼風暴       | 愛爾蘭電影與電視獎   | 最佳電視男主角                     | 獲獎 |        |
| 2009 | 無懼風暴       | 衛星獎               | 最佳男主角                         | 獲獎 |        |
| 2010 | 搶錢搶妞暴走男 | 愛爾蘭電影與電視獎   | 最佳電影男配角                     | 提名 |        |
| 2011 | 看守員         | 金球獎               | 最佳音樂及喜劇類電影男主角         | 提名 | [ 28 ] |
| 2011 | 看守員         | 英國獨立電影獎       | 最佳男主角                         | 提名 |        |
| 2011 | 看守員         | 愛爾蘭電影與電視獎   | 最佳電影男主角                     | 提名 |        |
| 2011 | 看守員         | 衛星獎               | 衛星獎最佳男主角                   | 提名 |        |
| 2011 | 艾拔貴「性」   | 愛爾蘭電影與電視獎   | 最佳電影男配角                     | 提名 |        |
| 2014 | 神父有難       | 英國獨立電影獎       | 最佳男主角                         | 獲獎 |        |
| 2014 | 神父有難       | 愛爾蘭電影與電視獎   | 最佳電影男主角                     | 獲獎 |        |
| 2014 | 神父有難       | 底特律影評人協會獎   | 最佳男主角                         | 提名 |        |
| 2014 | 神父有難       | 聖地牙哥影評人協會獎 | 最佳男主角                         | 獲獎 |        |
| 2015 | 女權之聲       | 英國獨立電影獎       | 最佳男配角                         | 獲獎 |        |
| 2017 | 犯罪教條       | 愛爾蘭電影與電視獎   | 最佳電影男配角                     | 提名 |        |
| 2017 | 平治先生       | 衛星獎               | 最佳電視劇男主角                   | 提名 |        |
| 2018 | 平治先生       | 愛爾蘭電影與電視獎   | 最佳電視男配角                     | 提名 |        |
| 2018 | 平治先生       | 衛星獎               | 最佳電視劇男主角                   | 獲獎 |        |
| 2019 | 平治先生       | 愛爾蘭電影與電視獎   | 最佳電視男配角                     | 提名 |        |
| 2019 | 平治先生       | 衛星獎               | 最佳電視劇男主角                   | 提名 |        |
| 2020 | 科米的規則     | 金球獎               | 獎劇集、迷你劇或電視電影最佳男配角 | 提名 | [ 29 ] |
| 2020 | 科米的規則     | 愛爾蘭電影與電視獎   | 最佳電視男主角                     | 提名 |        |
| 2022 | 伊尼舍林的女妖 | 奧斯卡金像獎         | 最佳男配角                         | 提名 |        |
| 2022 | 伊尼舍林的女妖 | 英國電影學院獎       | 最佳男配角                         | 提名 |        |
| 2022 | 伊尼舍林的女妖 | 金球獎               | 最佳電影男配角                     | 提名 | [ 30 ] |
| 2022 | 伊尼舍林的女妖 | 美國演員工會獎       | 最佳男配角                         | 提名 |        |
| 2022 | 伊尼舍林的女妖 | 美國演員工會獎       | 最佳短篇喜劇或劇情片男演員         | 提名 |        |
| 2022 | 伊尼舍林的女妖 | 衛星獎               | 最佳男配角                         | 提名 |        |
| 2022 | 伊尼舍林的女妖 | 國家評論協會獎       | 最佳男配角                         | 獲獎 |        |
| 2022 | 婚情咨文       | 艾美獎               | 艾美獎最佳短篇喜劇或劇情片男演員   | 提名 | [ 31 ] |
| 2023 | 伊尼舍林的女妖 | 聖地牙哥影評人協會獎 | 最佳男配角                         | 獲獎 |        |

## 外部連結
- 布蘭頓·葛利森在互联网电影资料库（IMDb）上的資料（英文）